# Edgar Laprade
Pour les articles homonymes, voir Laprade.
Temple de la renommée : 1993
Edgar Laprade (né le 10 octobre 1919 à Mine Centre, en Ontario, au Canada - mort le 28 avril 2014 à Thunder Bay) est un joueur professionnel canadien de hockey sur glace qui évoluait au poste de centre.

## Biographie
À l'issue d'une carrière amateur où il remporte notamment la coupe Allan avec les Bears de Port Arthur en 1939, Laprade commence sa carrière professionnelle après la Seconde Guerre mondiale dans la Ligue nationale de hockey avec les Rangers de New York. Il passe dix saisons dans la LNH, toutes avec les Rangers, remportant le trophée Calder en 1946 et le trophée Lady Byng en 1950. Il termine meilleur buteur de son équipe en 1949 puis meilleur buteur et pointeur l'année suivante.
Il est intronisé à deux reprises au temple de la renommée des sports du nord-ouest de l'Ontario ; une première fois en 1982 comme joueur puis une seconde en 1983 comme membre de l'équipe des Bears de Port Arthur, vainqueurs de la coupe Allan. En 1993, il est à nouveau honoré en étant intronisé au temple de la renommée du hockey.

## Statistiques
| Saison     | Équipe                  | Ligue       |     | Saison régulière | Saison régulière | Saison régulière | Saison régulière | Saison régulière |    | Séries éliminatoires | Séries éliminatoires | Séries éliminatoires | Séries éliminatoires | Séries éliminatoires |
| Saison     | Équipe                  | Ligue       | PJ  | B                | A                | Pts              | Pun              | PJ               | B  | A                    | Pts                  | Pun                  |                      |                      |
| 1935-1936  | Bruins de Port Arthur   | TBJHL       | 14  | 13               | 10               | 23               | 6                | 4                | 4  | 2                    | 6                    | 2                    |                      |                      |
| 1936-1937  | Bruins de Port Arthur   | TBJHL       | 18  | 19               | 14               | 33               | 2                | 3                | 6  | 3                    | 9                    | 5                    |                      |                      |
| 1937-1938  | Bruins de Port Arthur   | TBJHL       | 18  | 23               | 11               | 34               | 9                | 5                | 6  | 0                    | 6                    | 0                    |                      |                      |
| 1938-1939  | Bruins de Port Arthur   | TBJHL       | 10  | 7                | 4                | 11               |                  |                  |    |                      |                      |                      |                      |                      |
| 1938-1939  | Bearcats de Port Arthur | TBSHL       | 25  | 31               | 9                | 40               | 7                | 6                | 3  | 3                    | 6                    | 4                    |                      |                      |
| 1938-1939  | Bearcats de Port Arthur | Coupe Allan |     |                  |                  |                  |                  | 13               | 22 | 4                    | 26                   | 6                    |                      |                      |
| 1939-1940  | Bearcats de Port Arthur | TBSHL       | 22  | 20               | 15               | 35               | 8                | 3                | 5  | 1                    | 6                    | 2                    |                      |                      |
| 1939-1940  | Bearcats de Port Arthur | Coupe Allan |     |                  |                  |                  |                  | 12               | 13 | 10                   | 23                   | 6                    |                      |                      |
| 1940-1941  | Bearcats de Port Arthur | TBSHL       | 20  | 26               | 21               | 47               | 7                | 4                | 2  | 1                    | 3                    | 0                    |                      |                      |
| 1941-1942  | Bearcats de Port Arthur | TBSHL       | 15  | 18               | 23               | 41               | 4                |                  |    |                      |                      |                      |                      |                      |
| 1941-1942  | Bearcats de Port Arthur | Coupe Allan |     |                  |                  |                  |                  | 17               | 12 | 21                   | 33                   | 6                    |                      |                      |
| 1942-1943  | Bearcats de Port Arthur | TBSHL       | 8   | 7                | 10               | 17               | 0                | 3                | 7  | 4                    | 11                   | 4                    |                      |                      |
| 1942-1943  | Bearcats de Port Arthur | Coupe Allan |     |                  |                  |                  |                  | 8                | 6  | 10                   | 16                   | 2                    |                      |                      |
| 1943-1944  | Winnipeg Army           | WNDHL       | 6   | 10               | 3                | 13               | 0                |                  |    |                      |                      |                      |                      |                      |
| 1944-1945  | Bears de Barriefield    | KCHL        |     | 19               | 28               | 47               | 2                | 4                | 5  | 8                    | 13                   | 0                    |                      |                      |
| 1944-1945  | Vimy-Kingston           | Exhibition  | 1   | 2                | 5                | 7                |                  |                  |    |                      |                      |                      |                      |                      |
| 1945-1946  | Rangers de New York     | LNH         | 49  | 15               | 19               | 34               | 0                |                  |    |                      |                      |                      |                      |                      |
| 1946-1947  | Rangers de New York     | LNH         | 58  | 15               | 25               | 40               | 9                |                  |    |                      |                      |                      |                      |                      |
| 1947-1948  | Rangers de New York     | LNH         | 59  | 13               | 34               | 47               | 7                | 6                | 1  | 4                    | 5                    | 0                    |                      |                      |
| 1948-1949  | Rangers de New York     | LNH         | 56  | 18               | 12               | 30               | 12               |                  |    |                      |                      |                      |                      |                      |
| 1949-1950  | Rangers de New York     | LNH         | 60  | 22               | 22               | 44               | 2                | 12               | 3  | 5                    | 8                    | 4                    |                      |                      |
| 1950-1951  | Rangers de New York     | LNH         | 42  | 10               | 13               | 23               | 0                |                  |    |                      |                      |                      |                      |                      |
| 1951-1952  | Rangers de New York     | LNH         | 70  | 9                | 29               | 38               | 8                |                  |    |                      |                      |                      |                      |                      |
| 1952-1953  | Rangers de New York     | LNH         | 11  | 2                | 1                | 3                | 2                |                  |    |                      |                      |                      |                      |                      |
| 1953-1954  | Rangers de New York     | LNH         | 35  | 1                | 6                | 7                | 2                |                  |    |                      |                      |                      |                      |                      |
| 1954-1955  | Rangers de New York     | LNH         | 60  | 3                | 11               | 14               | 0                |                  |    |                      |                      |                      |                      |                      |
| Totaux LNH | Totaux LNH              | Totaux LNH  | 500 | 108              | 172              | 280              | 42               | 18               | 4  | 9                    | 13                   | 4                    |                      |                      |